# Cantón de Lambesc
El cantón de Lambesc era una división administrativa francesa, que estaba situada en el departamento de Bocas del Ródano y la región de Provenza-Alpes-Costa Azul.

## Composición
El cantón estaba formado por seis comunas:
- Charleval
- Lambesc
- Rognes
- La Roque-d'Anthéron
- Saint-Cannat
- Saint-Estève-Janson

## Supresión del cantón de Lambesc
En aplicación del Decreto nº 2014-271 de 27 de febrero de 2014, el cantón de Lambesc fue suprimido el 29 de marzo de 2015 y sus 6 comunas pasaron a formar parte del nuevo cantón de Pélissanne.